# Papá mono
Papá Mono es una serie de televisión chilena de comedia creada por Hernán Rodríguez Matte, producida por Parox Producciones y emitida por Canal 13 desde el 18 de junio de 2017 hasta el 1 de noviembre de ese mismo año. Es protagonizada por Luis Gnecco quien interpreta al denominado Papá mono en la serie.

## Reparto
- Luis Gnecco como Carlos "Caco" Martínez
- Lukas Vergara como Nicolás "Nico" Meneses Martínez
- Mariana Loyola como Francisca Martínez
- Marcial Tagle como Rodrigo Meneses
- Néstor Cantillana como Guardia Goycolea
- Begoña Basauri como Bernardita "Berni" del Villar
- Carolina Varleta como Laura Fernández
- Carolina Paulsen como Patricia Salgado
- Taira Court como Macarena Pulido

## Premios y nominaciones
| Año  | Premio           | Categoría              | Nominados         | Resultados |
| ---- | ---------------- | ---------------------- | ----------------- | ---------- |
| 2018 | Premios Caleuche | Mejor actor de soporte | Néstor Cantillana | Ganador    |